# Нікольськ (Голишмановський міський округ)
Ніко́льськ (рос. Никольск) — присілок у складі Голишмановського міського округу Тюменської області, Росія.
Населення — 241 особа (2010, 283 у 2002).
Національний склад станом на 2002 рік:
- росіяни — 91 %